# Championnat d'Anguilla de football 2023
 (mai 2025).
Navigation
Édition précédente Édition suivante
La saison 2023 du championnat d'Anguilla de football est la vingt-quatrième édition de la AFA Senior Male League, le championnat de première division à Anguilla. Les neuf meilleures équipes de l'île sont regroupées au sein d’une poule unique.
Les Roaring Lions (en) sont le tenant du titre après leur succès en 2022. Le club termine deuxième, à sept longueurs de Doc's United (es) qui remporte son premier titre de champion d'Anguilla.

## Équipes participantes
| \| The Valley : ALHCS Spartan Attackers FC Diamond FC Lymers FC Uprising FC The Valley Roaring Lions Eagle Claw Doc's United West End \| Localisation des équipes engagées. |
| The Valley : ALHCS Spartan Attackers FC Diamond FC Lymers FC Uprising FC The Valley Roaring Lions Eagle Claw Doc's United West End                                          |

| Club                    | Classement 2022 | Ville         | Stade                                     |
| ----------------------- | --------------- | ------------- | ----------------------------------------- |
| Roaring Lions (en)      | Champion        | Stoney Ground | Ronald Webster Park (en)                  |
| Attackers FC (en)       | Finaliste       | The Valley    | Ronald Webster Park                       |
| Doc's United (es)       | 3e              | George Hill   | Ronald Webster Park                       |
| Lymers FC (en)          | 4e              | The Valley    | Raymond E. Guishard Technical Centre (es) |
| Uprising FC (en)        | 7e              | The Valley    | Raymond E. Guishard Technical Centre      |
| Diamond FC (en)         | 8e              | The Valley    | JRW Park                                  |
| ALHCS Spartan (en)      | 9e              | The Valley    | JRW Park                                  |
| West End Predators (es) | 10e             | West End      |                                           |
| Eagle Claw FC           | 11e             | Little Dix    | Little Dix Field                          |

Légende des couleurs
- Tenant du titre

## Compétition

### Classement
Le barème utilisé pour établir le classement est le suivant :
- Victoire : 3 points
- Match nul : 1 point
- Défaite : 0 point

| Rang | Équipe                  | Pts | J  | G  | N | P | Bp  | Bc  | Diff |
| ---- | ----------------------- | --- | -- | -- | - | - | --- | --- | ---- |
| 1    | Doc's United (es)       | 44  | 16 | 14 | 2 | 0 | 100 | 7   | +93  |
| 2    | Roaring Lions (en) T    | 37  | 16 | 12 | 1 | 3 | 52  | 8   | +44  |
| 3    | Diamond FC (en)         | 33  | 16 | 11 | 0 | 5 | 39  | 27  | +12  |
| 4    | Attackers FC (en)       | 26  | 16 | 8  | 2 | 6 | 35  | 32  | +3   |
| 5    | Eagle Claw FC           | 19  | 16 | 6  | 1 | 9 | 38  | 34  | +4   |
| 6    | Lymers FC (en)          | 19  | 16 | 5  | 4 | 7 | 26  | 25  | +1   |
| 7    | Uprising FC (en)        | 15  | 16 | 4  | 3 | 9 | 23  | 40  | -17  |
| 8    | ALHCS Spartan (en)      | 11  | 16 | 2  | 5 | 9 | 20  | 49  | -29  |
| 9    | West End Predators (es) | 3   | 16 | 1  | 0 | 5 | 9   | 120 | -111 |

|  | Champion d'Anguilla 2023 |
|  | T : Tenant du titre      |

## Bilan de la saison
| Championnat d'Anguilla de football 2023 |                               |
| Champion                                | Doc's United (es) (1er titre) |
| Dauphin                                 | Roaring Lions (en)            |
| Qualifications continentales            |                               |
| Caribbean Club Shield 2023              | Aucun inscrit                 |